# Abu al-Kasim al-Chu’i
Abu al-Kasim al-Chu’i (arab. أبو القاسم الخوئي, pers. ابوالقاسم خویی, Abolghasem Choji; ur. 19 listopada 1899 r. w Choj, Iran, zm. 8 sierpnia 1992 r. w Kufie, Irak) – szyicki duchowny iracki, wielki ajatollah, wymieniany jako jedna z najbardziej wpływowych postaci w życiu publicznym Iraku przed obaleniem dyktatury Saddama Husajna.
Urodził się w Iranie pod panowaniem Kadżarów. W wieku trzynastu lat, przeniósł się do irackiego miasta An-Nadżaf, aby studiować islamską teologię na tamtejszej hauzie. Osiągnął rangę wielkiego ajatollaha, stając się duchowym przywódcą dla milionów szyitów. Pomimo iż krytykował rządy na czele których stał Mohammad Reza Pahlawi, nie udzielił poparcia irańskiej rewolucji islamskiej pod wodzą ajatollaha Ruhollaha Chomejniego, przynależał bowiem do grupy tradycyjnych uczonych szyickich odrzucających angażowanie się w politykę ze strony duchownych. Neutralne stanowisko zajął także podczas wojny iracko-irańskiej. Po upadku powstania w 1991 roku, osadzony przez Saddama w domowym areszcie aż do śmierci. Jest autorem ponad dziewięćdziesięciu książek o tematyce islamskiej.

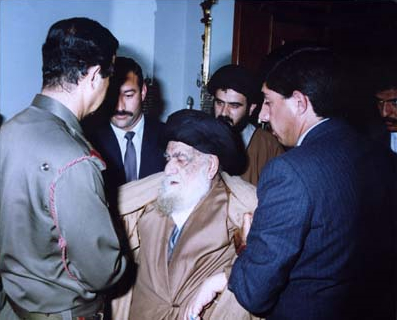
Podczas wymuszonego spotkania z Saddamem, 1974 rok

Miał kilku synów; jeden z nich, ajatollah Muhammad Taki al-Chu’i, zginął w wyniku obrażeń odniesionych 21 lipca 1994 r. w podejrzanym wypadku samochodowym. Według oficjalnych raportów amerykańskiego rządu jak i ONZ, Mohammad zginął z polecenia Saddama w sfingowanym wypadku wykrwawiając się na śmierć. Dalsza część rodziny al-Chu’i, także była intensywnie prześladowana. Inny syn, ajatollah Abd al-Madżid al-Chu’i, padł ofiarą morderstwa tuż po wyzwoleniu kraju.

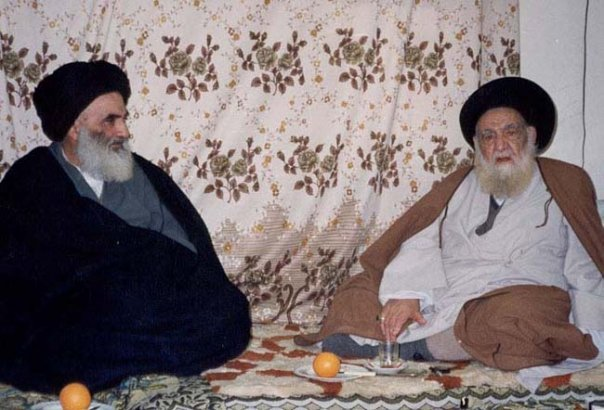
Ali as-Sistani ze swoim nauczycielem

Do jego studentów należeli m.in. Muhammad Bakir as-Sadr, Muhammad Mahdi Szams ad-Din, Musa as-Sadr, Muhammad at-Tidżani, Ali as-Sistani. Ten ostatni został oficjalnie uznany jego następcą.